# 乌鲁木齐地铁1号线
乌鲁木齐地铁1号线（維吾爾語：ئۈرۈمچى مېتروسى1- لىنىيە‎，拉丁维文：Ürümchi Mëtrosi Linie Bir）是中国新疆维吾尔自治区乌鲁木齐市的一条地铁线路。线路起自三屯碑站，途径天山区、沙依巴克区、水磨沟区、新市区，终于乌鲁木齐天山国际机场附近的国际机场站，全长27.615千米，设站21座。2018年10月25日，乌鲁木齐地铁1号线北段（八楼站至国际机场站）开通运营，乌鲁木齐成为中国第35座，西北地区第二座开通地铁运营的城市。

## 线路数据
- 车型：标准A型车

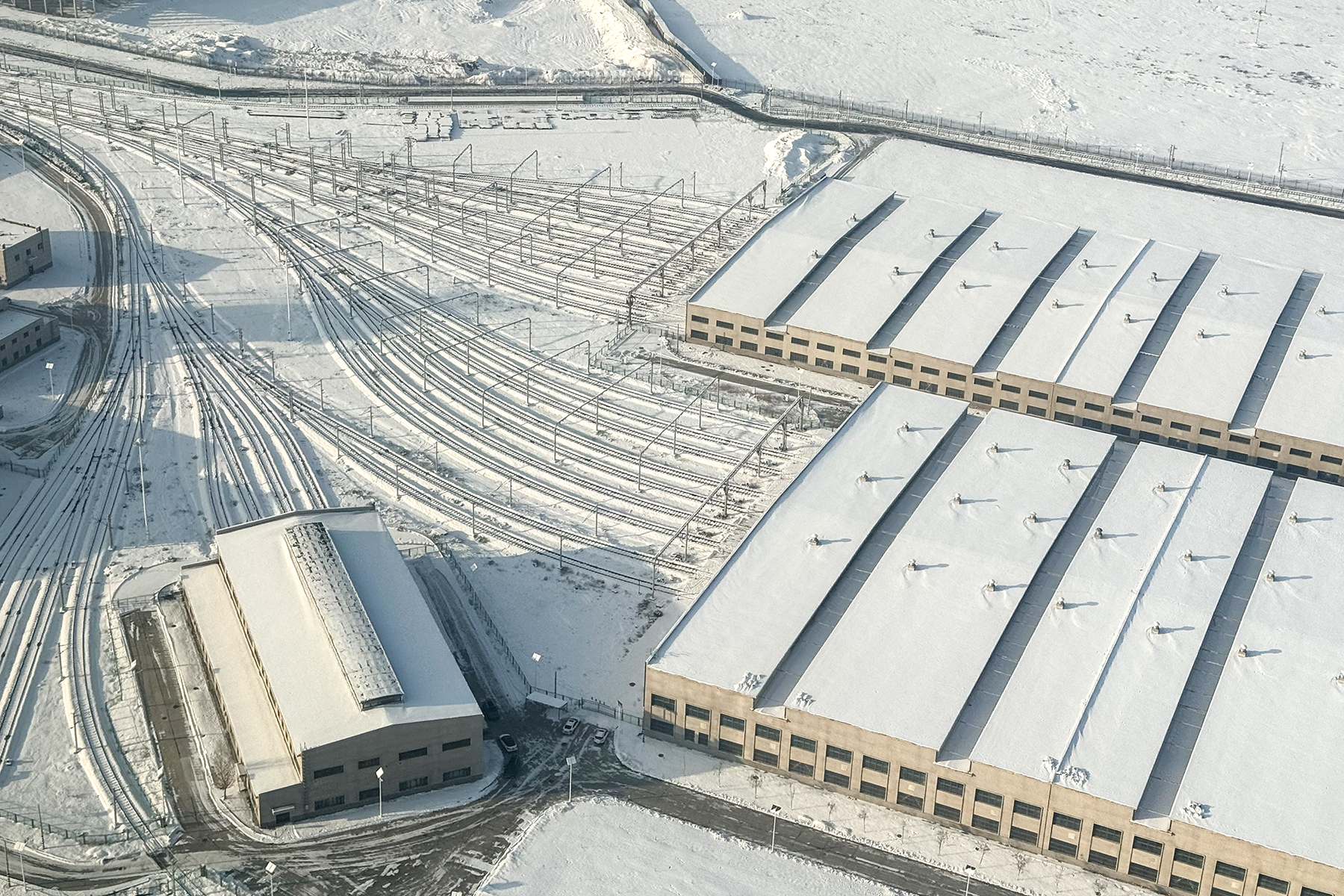
百园路车辆段

- 路线长度（三屯碑站--国际机场站）：27.615km
- 轨距：1435mm
- 站数：21站
- 最高速度：80km/h
- 高峰小时最大行车密度：27对/小时
- 车辆基地：2座
- 列车编组：6A编组

## 运营车辆

### 车辆
烏魯木齊地鐵1號線採用A型车6節編組，列车最高速度80km/h。最大载客量2672人。其中，地铁1号线初期配属车辆共27列、162辆，由中車株洲電力機車有限公司總體設計并由湖南、新疆两地製造。每辆车全长140米，宽度3米，车厢净高2.1米。采用架空接触网供电。该车能适应高寒、昼夜温差大、气候干燥、沙尘污染、紫外线辐射强等极端自然环境，以及大长坡道的特殊线路条件。同时车辆在防火、反恐防爆等安全方面有针对性设计。乌鲁木齐地铁1号线列车编组为A+B+C+C+B+A，A为带司机室拖车，B为带受电弓动车，C为不带受电弓动车。

### 外观
2017年9月，新疆首列本地化制造的地铁列车“丝绸之路号”在乌鲁木齐中车产业园轨道交通装备基地正式下线。后续的1号线车辆于2018年3月11日在中車株機廠房陸續下線，並由和谐3型电力机车以重聯方式經國鐵送抵新疆。整个地铁车辆共6节，采用白色为底色，彩条腰带，选用了“科技蓝”，车头部分用橙色线条勾勒出“U”字，代表乌鲁木齐英文“Urumqi”首个字母。车身的白色、蓝色和橙色代表了新疆的3种地域特色。其中，白色代表新疆的皑皑雪山，蓝色象征新疆湖泊的纯净，橙色和新疆瓜果之乡对应，代表着收获。车厢内部也采用了白、蓝、橙3色，和外观颜色对应。

### 特色
结合乌鲁木齐城市特点，1号线车辆实现了多项首创性设计，比如中国国内首创的全开式疏散门、御寒、防沙设计。全开式疏散门改变了传统地铁在列车前脸上开一道小门的设计方法，使得整个逃生门宽度达90厘米，可以轻松实现两人并行，列车的疏散能力就是国内外其他A型地铁车辆的疏散能力高出2倍以上；全宽式前窗玻璃，司乘人员的视野也更加宽阔。据悉，1号线列车各系统及零部件在设计和采购上要求工作温度能满足-40℃的环境，空调、车门、制动等各系统需进行不低于-32.8℃下的第三方试验，持续时间不低于16小时；还特别增加整车预热功能，增加了冰雪模式等。确保低温情况下地铁也能正常运行。此外，预计地铁1号线延长线将通过地面行驶，因此对车辆还进行了抗风沙设计，并且列车采用了国际最高等级的耐火标准，地板结构能达到45分钟的耐火时间。每节车厢设4个无死角摄像头，车厢内监控设施完备，乌鲁木齐的地铁车厢内布置4个摄像头，进行实时全方位无死角监控车厢的每个角落，确保为地铁安全提供更充足的保障。

### 专列
2023年12月23日，乌鲁木齐市地铁1号线开行“乘着地铁逛巴扎游天山”主题活动暨“阿凡提”号文明旅游绿色出行地铁专列。

### 运行示意图

## 车站
1号线共设有21个车站，全部为地下车站。
| 中文站名                   | 維语站名 | 英文站名              | 里程 （千米） | 站间距 （千米） | 换乘[1]  | 行政区            | 开通日期       | 站台 设计              | 开门 方向         |
| -------------------------- | -------- | --------------------- | ------------- | --------------- | -------- | ----------------- | -------------- | ---------------------- | ----------------- |
| 三屯碑                     |          | Santunbei             | 0             | 0               |          | 天山区            | 2019年6月28日  | 地下侧式站台           | 右侧              |
| 新疆大学                   |          | Xinjiang University   | 0.66          | 0.66            |          | 天山区            | 2019年6月28日  | 地下岛式站台           | 左侧              |
| 二道桥                     |          | Erdaoqiao             | 1.90          | 1.24            |          | 天山区            | 2019年6月28日  | 地下岛式站台           | 左侧              |
| 南门                       |          | Nanmen                | 3.39          | 1.49            | 2号线    | 天山区            | 2019年6月28日  | 地下岛式站台           | 左侧              |
| 北门                       |          | Beimen                | 4.34          | 0.95            |          | 天山区            | 2019年6月28日  | 地下岛式站台           | 左侧              |
| 新兴街                     |          | Xinxing Street        | 5.63          | 1.29            |          | 水磨沟区          | 2019年6月28日  | 地下岛式站台           | 左侧              |
| 南湖广场                   |          | Nanhu Square          | 6.72          | 1.09            |          | 水磨沟区          | 2019年6月28日  | 地下岛式站台           | 左侧              |
| 南湖北路                   |          | Nanhu North Road      | 7.99          | 1.27            |          | 水磨沟区          | 2019年6月28日  | 地下岛式站台           | 左侧              |
| 王家梁                     |          | Wangjialiang          | 9.14          | 1.15            |          | 水磨沟区          | 2019年6月28日  | 地下岛式站台           | 左侧              |
| 八楼                       |          | Balou                 | 10.69         | 1.55            |          | 新市区 沙依巴克区 | 2018年10月25日 | 地下岛式站台           | 左侧              |
| 新疆图书馆                 |          | Xinjiang Library      | 11.77         | 1.08            |          | 新市区            | 2018年10月25日 | 地下岛式站台           | 左侧              |
| 中营工                     |          | Zhongyinggong         | 12.67         | 0.90            |          | 新市区            | 2018年10月25日 | 地下岛式站台           | 左侧              |
| 小西沟                     |          | Xiaoxigou             | 14.16         | 1.49            |          | 新市区            | 2018年10月25日 | 地下岛式站台           | 左侧              |
| 铁路局                     |          | Tieluju               | 15.38         | 1.22            |          | 新市区            | 2018年10月25日 | 地下岛式站台           | 左侧              |
| 体育中心                   |          | Sports Center         | 16.61         | 1.23            |          | 新市区            | 2018年10月25日 | 地下岛式站台           | 左侧              |
| 植物园                     |          | Botanical Garden      | 17.79         | 1.18            |          | 新市区            | 2018年10月25日 | 地下岛式站台           | 左侧              |
| 迎宾路口                   |          | Yingbin Road Crossing | 19.03         | 1.24            |          | 新市区            | 2018年10月25日 | 地下岛式站台           | 左侧              |
| 三工                       |          | Sangong               | 20.38         | 1.35            |          | 新市区            | 2018年10月25日 | 地下一岛一侧混合式站台 | 上行右侧 下行左侧 |
| 宣仁墩                     |          | Xuanrendun            | 21.59         | 1.21            |          | 新市区            | 2018年10月25日 | 地下岛式站台           | 左侧              |
| 大地窝堡                   |          | Dadiwopu              | 24.29         | 2.70            |          | 新市区            | 2018年10月25日 | 地下岛式站台           | 左侧              |
| 国际机场                   |          | International Airport | 27.25         | 2.96            | 机场捷运 | 新市区            | 2018年10月25日 | 地下一岛两侧混合式站台 | 右侧              |
| 注释                       |          |                       |               |                 |          |                   |                |                        |                   |
| 1 斜体标示的换乘尚未启用。 |          |                       |               |                 |          |                   |                |                        |                   |

## 建设运营
2012年11月26日，经中华人民共和国国务院同意，中华人民共和国国家发展和改革委员会印发了《乌鲁木齐市城市轨道交通近期建设规划（2012～2019年）》。
2014年3月20日，乌鲁木齐地铁1号线正式开工建设。（原计划于2019年一併建成通车，但最终在2018年10月25日开通了国际机场-八楼段，在2019年6月28日开通八楼-三屯碑段 。）
2015年2月，全线首台盾构机下线。8月6日，乌鲁木齐地铁1号线开始盾构施工。9月30日，大西沟站主体结构封顶，这是全线首座主体结构封顶的车站。11月12日，植物园站至迎宾路口站区间隧道双线贯通，这是全线首段双线贯通的区间隧道。12月12日，宣仁墩站至大地窝堡站区间风井段隧道右线贯通，这是全线首段贯通的区间风井段隧道。
2017年9月，乌鲁木齐地铁1号线机场支线铺轨工程全部完成。10月，植物园站完成样板区域精装修，这是全线首个完成样板区域精装修的车站。
2018年1月14日，地铁1号线铁路局站110千伏电力开北线改迁工程完工。
2018年10月25日，乌鲁木齐地铁1号线北段（八楼站至国际机场站）开通运营，乌鲁木齐成为中国第35座，西北地区第二座开通地铁运营的城市。
2019年6月28日，乌鲁木齐地铁1号线全线三屯碑站至国际机场站开通运营。
2020年7月16日，受2019冠状病毒病疫情防控影响，当日22:00起地铁1号线停止运营。
2020年9月20日，因受疫情影响停运的地铁1号线全线恢复正常运营。
2025年4月17日，乌鲁木齐国际机场捷运开通，地铁1号线国际机场站可換乘机场捷运至国际机场北站接驳北區新航站楼。